# جون جاي نوكس جونيور
جون جاي نوكس جونيور (بالإنجليزية: John Jay Knox)‏ هو مصرفي أمريكي، ولد في 1828، وتوفي في 1892.